# 春の踊り (1954年の宝塚歌劇)
『春の踊り』（はるのおどり）は宝塚歌劇団の舞台作品。

## 宝塚公演のデータ
形式名は「宝塚歌劇四十年記念 グランド・レビュー」。2部40場。副題は「宝塚物語」。
星組公演
- 4月1日 - 4月29日　宝塚大劇場
- 併演作品：なし

雪組公演
- 5月1日 - 5月30日　宝塚大劇場
- 併演作品：『女郎蜘蛛』

### 解説
形式名にあるように宝塚歌劇40年を記念した2部40場の作品。
宝塚初期の歌劇の主人公が次々と登場し、場面の数々を歌と踊りで綴っている。
星組公演では宝塚歌劇団41期生が初舞台を踏んだ。
両公演とも当時、舞踊専科の天津乙女と演劇専科の春日野八千代が出演した。

### スタッフ（星・雪組共通）
- 作・演出・振付白井鐵造[1][2]
- 音楽[4]：河崎一朗、酒井協、山根久雄、織田始、堤五郎、中井光晴
- 振付[4]：錢谷信昭、花柳年之輔、康本晋史、玉田祐三、渡辺武雄、近藤玲子
- 装置[4]：荒島鶴吉、黒田利邦、渡辺正男、岡本保、大藤紀夫、近藤幸一、多田恒史、岩田利則
- 衣装：平尾文男[4]
- 照明：北辻芳一[4]
- 小道具：山田圭一郎[4]

## 東京公演のデータ
月組公演
- 3月30日 - 4月25日　帝国劇場
- 主なスタッフ：白井鐵造
- 併演作品：『アンニー・ローリー』